# Halechiniscidae
Famille
Les Halechiniscidae sont une famille de tardigrades. 

## Liste des genres
Selon Actual checklist of Tardigrada species :
- Dipodarctinae Pollock, 1995
  - Dipodarctus Pollock, 1995
- Euclavarctinae Renaud-Mornant, 1983
  - Clavarctus Renaud-Mornant, 1983
  - Euclavarctus Renaud-Mornant, 1975
  - Exoclavarctus Renaud-Mornant, 1983
  - Moebjergarctus Bussau, 1992
  - Parmursa Renaud-Mornant, 1984
  - Proclavarctus Renaud-Mornant, 1983
- Florarctinae Renaud-Mornant, 1982
  - Florarctus Delamare Deboutteville & Renaud-Mornant, 1965
  - Higginsarctus Hansen & Kristensen, 2021
  - Ligiarctus Renaud-Mornant, 1982
  - Wingstrandarctus Kristensen, 1984
- Halechiniscinae Thulin, 1928
  - Chrysoarctus Renaud-Mornant, 1984
  - Halechiniscus Richters, 1908
- Orzeliscinae Schulz, 1963
  - Mutaparadoxipus Gross, Miller & Hochberg, 2014
  - Opydorscus Renaud-Mornant, 1989
  - Orzeliscus du Bois-Reymond Marcus, 1952
  - Paradoxipus Kristensen & Higgins, 1989
- Quisarctinae Fujimoto, 2015
  - Quisarctus Fujimoto, 2015

## Publication originale
- Thulin, 1928 : Über die Phylogenie und das System der Tardigraden. Hereditas, vol. 11, no 2/3, p. 207-266.